# Baron 1898
Baron 1898 in Efteling (Kaatsheuvel, Nordbrabant, Niederlande) ist eine am 1. Juli 2015 eröffnete bodenlose Stahlachterbahn vom Modell Dive Coaster des Schweizer Herstellers Bolliger & Mabillard.
Die Achterbahn, die im Bergbaustil thematisiert ist, hat eine Länge von 501 Metern, eine Höhe von 30 Metern und einen 87 Grad steilen und 37,5 Meter hohen First Drop. Sie ist der erste Dive Coaster von Bolliger & Mabillard, der zwischen Lifthill und First Drop keine Kurve durchfährt.
Nachdem die erste Testfahrt am 8. Mai 2015 durchgeführt worden war, fand die erste bemannte Testfahrt am 18. Juni desselben Jahres statt. Efteling veröffentlichte in unregelmäßigen Abständen Videos über den Planungs- und Baufortschritt von Baron 1898 auf seinem YouTube-Kanal.

## Hintergrundgeschichte
Die Geschichte erzählt vom wohlhabenden Baron Gustave Hooghmoed („hoogmoedig“ heißt übersetzt „überheblich“), der eines Tages in einem alten Kohlebergwerk Gold findet und daraufhin einen großen Minenkomplex namens „Baron 1898“ aufbaut, um das Gold zu schürfen. Allerdings schützen die „Witte Wieven“ (laut niederländischer Legende die Geister weiser Frauen) das Gold und wollen die Suche des Barons nach Kumpeln für die Schachtarbeit vereiteln.
Dieser Geschichte folgend heuert der Besucher in der Attraktion als Kumpel für den Baron an. Beim Abstieg in die Mine kappen dann die Witte Wieven das Tragseil des Schachtaufzuges und man stürzt in die Tiefe.
Efteling veröffentlichte am 30. Juni 2015 einen 13-minütigen Film, welcher die Geschichte erzählt. Die Handlung von Baron 1898 zeigt einige Gemeinsamkeiten mit den Geschichten der Efteling-Attraktionen Villa Volta und De Vliegende Hollander. Alle drei drehen sich um einen einsamen, überheblichen Mann, der mit einem Fluch belegt wird, welcher die Grundlage für die jeweilige Attraktion bildet.

## Fahrtbeschreibung

### Wartebereich
Die Warteschlange beginnt neben dem Eingang zum Minenkomplex und erstreckt sich zwischen den Betriebsgebäuden der Mine und den Schienen der Achterbahn. Zu Beginn kann zwischen der normalen und der Single-Rider-Warteschlange gewählt werden. Ist der normale Wartebereich vollständig gefüllt, ergibt sich eine Wartezeit von etwa 150 Minuten. Später teilt sich die Schlange nochmals in einen gesonderten Wartebereich für die erste Reihe des Wagens und einen Bereich für die gesamten hinteren Reihen auf. Laut einem Schild beträgt die Wartezeit an dieser Stelle noch etwa 30 Minuten für den Vordersitz und 15 Minuten für die hinteren beiden Reihen. Am Ende des Wartebereichs kommen die nunmehr drei Schlangen (Vorderreihe, hintere Reihen und Single Rider) wieder zusammen und ein Mitarbeiter teilt Tickets aus, auf denen die entsprechende Sitzreihe aufgedruckt ist.
Für Rollstuhlfahrer gibt es einen eigenen Eingang. In der Nähe der Game Gallery beginnt ein Weg, welcher auf der Rückseite des Stationsgebäudes endet. Hier befindet sich ein kleiner Aufzug, mit dem die Personen in den ersten Stock des Gebäudes gehoben werden.

### Vorshows
Die Besucher werden in zwei Gruppen in das Grubengebäude geschickt. Jede Gruppe besteht aus 18 Personen, sodass immer 36 Besucher auf einmal in die Station eintreten. Zuerst gelangt man in einen kleinen Raum, wo die Besucher auf den Beginn der ersten Vorshow warten. Hier ist ein Gedenkstein an die Grundsteinlegung zu sehen, außerdem eine Büste von Baron Gustave Hooghmoed sowie eine antike Uhr mit dazu passendem Schrank.
Sobald alles bereit ist, öffnen sich die Türen und die Besucher betreten den Raum der ersten Vorshow. Dieser Raum ist als Waschkaue mit gefliesten Wänden und unter der Decke hängender Arbeitskleidung eingerichtet. In der Mitte des Raumes befindet sich eine Vertiefung im Boden, in der sich unter anderem eine Umkleidebank und ein laufendes Grammophon befinden. Über den Türen zum ersten Warteraum sind zwei Leinwände angebracht, auf die während der Show unter anderem englische Übersetzungen des Gesprochenen projiziert werden. In der Show erzählt Gustave Hooghmoed (gesprochen von Schauspieler Paul van Gorcum) von seiner Mine, heißt die Besucher willkommen und zeigt sich froh darüber, dass neue Bergleute bei ihm anfangen wollen. Plötzlich öffnet sich eine Luke in der Wand und drei Witte Wieven schweben herein. Sie warnen die angehenden Bergleute und raten ihnen, nicht weiterzugehen:

“Kompels ga niet verder maar keer huiswaarts

 wij witte wieven waken over het goud

 U zijt gewaarschuwd!”

„Bergleute, geht nicht weiter sondern kehrt heim

 Wir Witte Wieven wachen über das Gold

 Ihr seid gewarnt.“

Der Baron wird wütend und befiehlt den Gästen, zur Lohnausgabe weiterzugehen. Dort findet die zweite Vorshow statt.
Die Besucher gehen zunächst eine Treppe hinauf und passieren dabei ein kleines Büro. Im ersten Stock, in der Lohnausgabe, gibt es drei Schalter mit einem Balkon darüber. Auf diesem Balkon steht nun der Baron als Animatronic. Er erteilt den Besuchern letzte Sicherheitshinweise für die bevorstehende Fahrt. In einer der Wände dieses Raumes befinden sich drei Türen (je Sitzreihe eine). Ein Mitarbeiter nimmt nun die zuvor verteilten Tickets des ersten Teams entgegen, worauf sich die Mitglieder des Teams in Sechserreihen vor der jeweils zugewiesenen Tür aufstellen. Die drei Türen öffnen sich, und der dahinter wartende Zug wird bestiegen. Danach wird mit dem zweiten Team und dem nächsten Zug gleichermaßen verfahren.
Baron 1898 besitzt einen sogenannten „Chicken Exit“ für Besucher, die sich nicht auf die eigentliche Achterbahn wagen, sondern nur die Vorshows sehen möchten. Dazu informiert man den Mitarbeiter am Ende der Warteschlange, dass man nicht mitfahren will, und erhält daraufhin ein spezielles Ticket. Mit diesem Ticket darf man dann am Zug vorbei die Attraktion wieder verlassen.
Die eigentliche Station ist einer Fabrikhalle nachempfunden, mit Rohrleitungen an den Wänden und einem großen Eisentor direkt über den Schienen vor dem Achterbahnwagen.

### Fahrt
Sind alle Fahrgäste ordnungsgemäß gesichert, öffnet sich das Eisentor und der Zug rollt in einen weiteren Raum. Hier befindet sich an der Seite eine große Dampfmaschine und einige Kessel. Wieder erscheinen die Witte Wieven und singen:

“U was gewaarschuwd, ongehoorzamen!

 Wij witte wieven waken over het goud en saboteren uw afdaling

 Hoogmoed komt voor den val!'”

„Ihr wurdet gewarnt, Ungehorsame!

 Wir Witte Wieven wachen über das Gold und sabotieren euren Abstieg

 Hochmut kommt vor dem Fall!“

Der Zug fährt aus der Station ins Freie und wird auf dem 45 Grad steilen Lifthill (welcher einem Förderturm nachempfunden ist) nun innerhalb von 15 Sekunden auf 30 Meter Höhe befördert. Oben angelangt, bremst der Zug direkt über dem First Drop für ca. 3 Sekunden ab und die Besucher schauen fast 40 Meter nach unten. Laut Geschichte durchtrennen die Witte Wieven nun sinngemäß das Tragseil des Förderkorbes. Entsprechend schießt der Achterbahnzug beim First Drop in einem Winkel von 87 Grad 37,5 Meter tief in einen kurzen, mit künstlichem Nebel gefüllten Tunnel: Die Goldmine mit den Witte Wieven. Hinter dem Tunnel folgt ein Immelmann, danach wird ein Actionfoto aufgenommen. Nach einer Zero-g-Roll, einer 360°-Spirale und einem kleinen Bunnyhop fährt der Zug in die Schlussbremse ein und gelangt schließlich wieder ins Minengebäude. Die Fahrt dauert 130 Sekunden und ist für Besucher ab einer Körpergröße von 1,32 m freigegeben.
|  |  |

## Kapazität
Die theoretische Kapazität von etwa 1000 Personen pro Stunde wird aufgrund mehrerer Faktoren bislang nicht erreicht. Einer dieser Faktoren ist das Verstauen des Besuchergepäcks, welches nicht mit in die Bahn genommen werden darf. Zunächst sollte das Gepäck in Regalen direkt an der Station gelagert werden. Dies führte aber zu Staus, weil aus- und einsteigende Besucher gleichzeitig auf diese Regale zugreifen wollten. Daher richtete Efteling während der Sommermonate eine bewachte Garderobe an der Warteschlange ein. Dort geben die Besucher ihre Taschen ab, noch bevor sie das Minengebäude betreten. Sie erhalten eine Marke, welche sie nach der Fahrt wieder gegen das Gepäck eintauschen können.
Ein weiteres Problem ergibt sich beim Ticketsystem, welches bei Baron 1898 verwendet wird. Viele Besucher werfen das Ticket mit der aufgedruckten Sitzreihe weg, da ihnen nicht bewusst ist, dass es später noch einmal benötigt wird.
Zu Verzögerungen kommt es auch, weil viele Fahrgäste nicht wissen, dass sie die Gurte der Sicherungsbügel am Ende der Fahrt selbst öffnen können und daher auf die Stationsmitarbeiter warten.
Als Reaktion verkürzte Efteling das Intervall zwischen zwei Abfahrten von ursprünglich über zwei Minuten auf etwa 75 Sekunden. Als Ziel wird ein Intervall von einer Minute angestrebt.

## Musik
Die Musik von Baron 1898 wurde von René Merkelbach komponiert und von den Brüsseler Philharmonikern eingespielt. Der Gesang der Witte Wieven stammt von Anneke van Giersbergen. Es dominieren Blechblasinstrumente, da Bergleute früher gemeinsam in Blaskapellen spielten.
Der DJ Hardwell erstellte für Efteling einen Remix der Musik. Die Single wurde an die ersten Fahrgäste kostenlos ausgegeben.

## Zwischenfälle
Wenige Wochen nach der Eröffnung stand die Achterbahn zweimal kurz hintereinander still:
- Am 13. Juli blieb die Bahn am höchsten Punkt, am Lifthill, kurz vor dem First Drop, stehen. Grund war eine durchgebrannte Sicherung. Nach 45 Minuten wurden die Fahrgäste aus der Bahn evakuiert.[13][14]

- Sechs Tage später, am 19. Juli, konnten die Züge wegen eines Schalterfehlers die Station nicht mehr verlassen. Bis die Ursache entdeckt wurde, blieb Baron 1898 zwei Tage lang geschlossen.[15][16]

## Baufortschritt

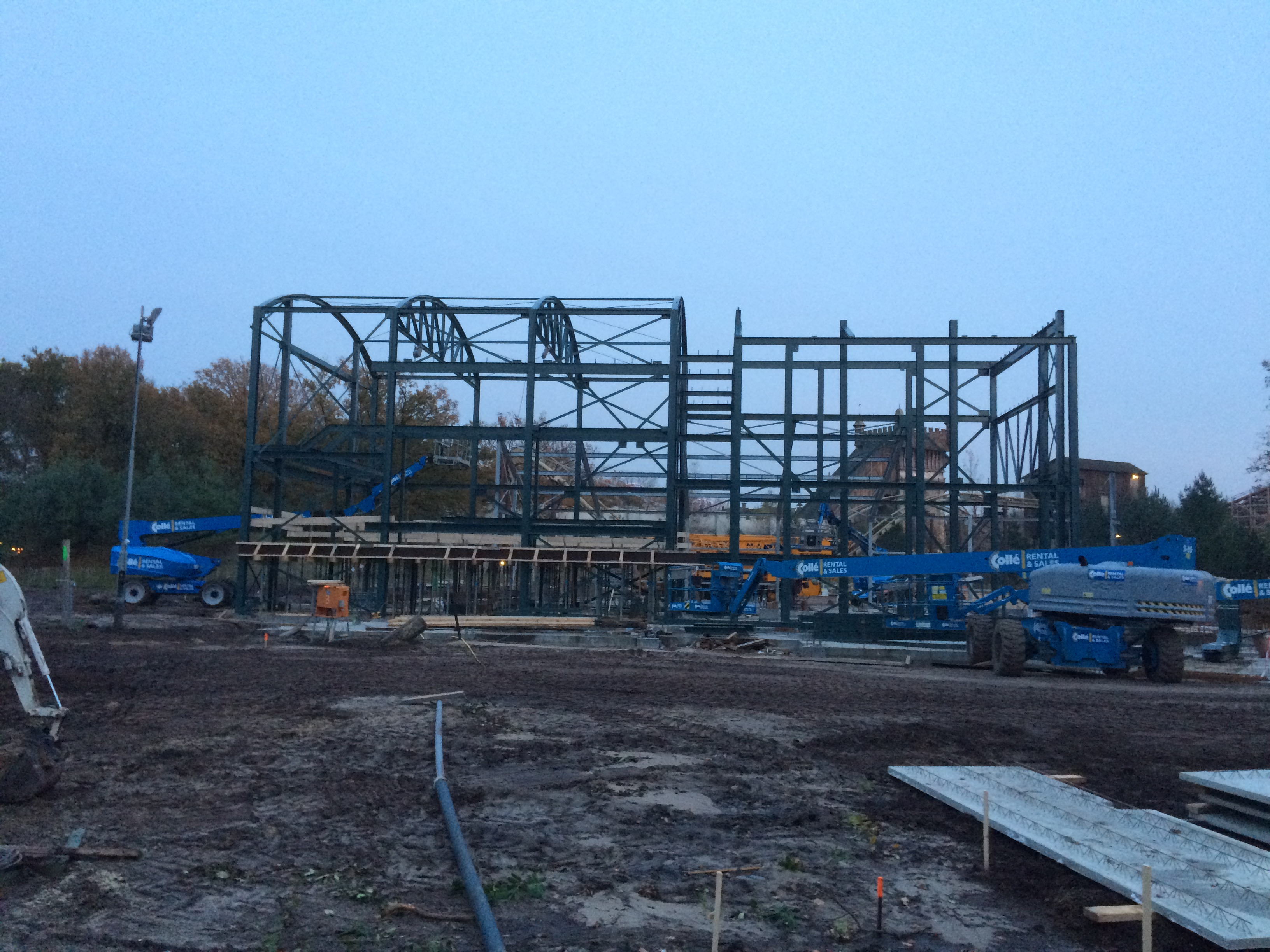
November 2014
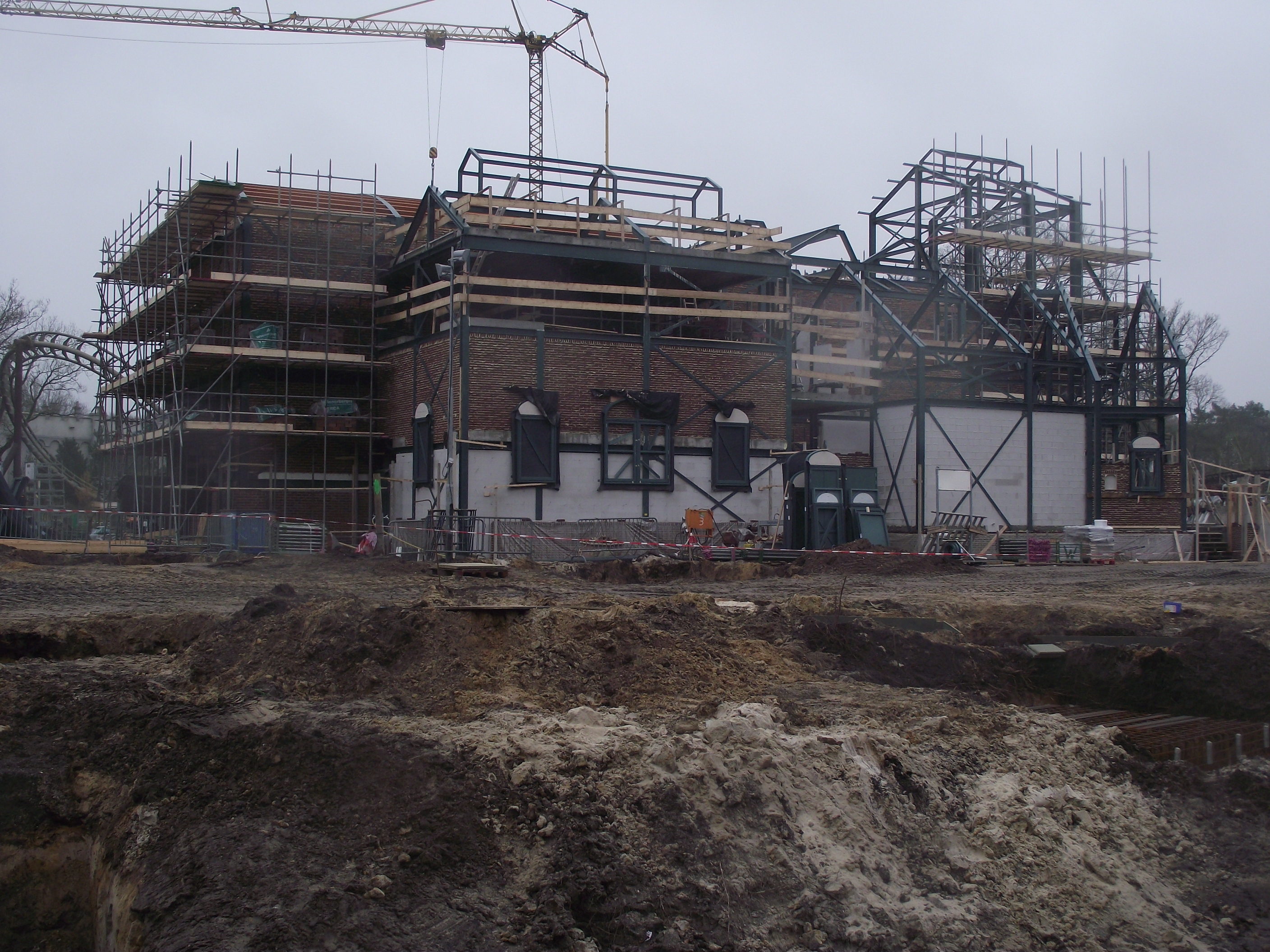
Dezember 2014
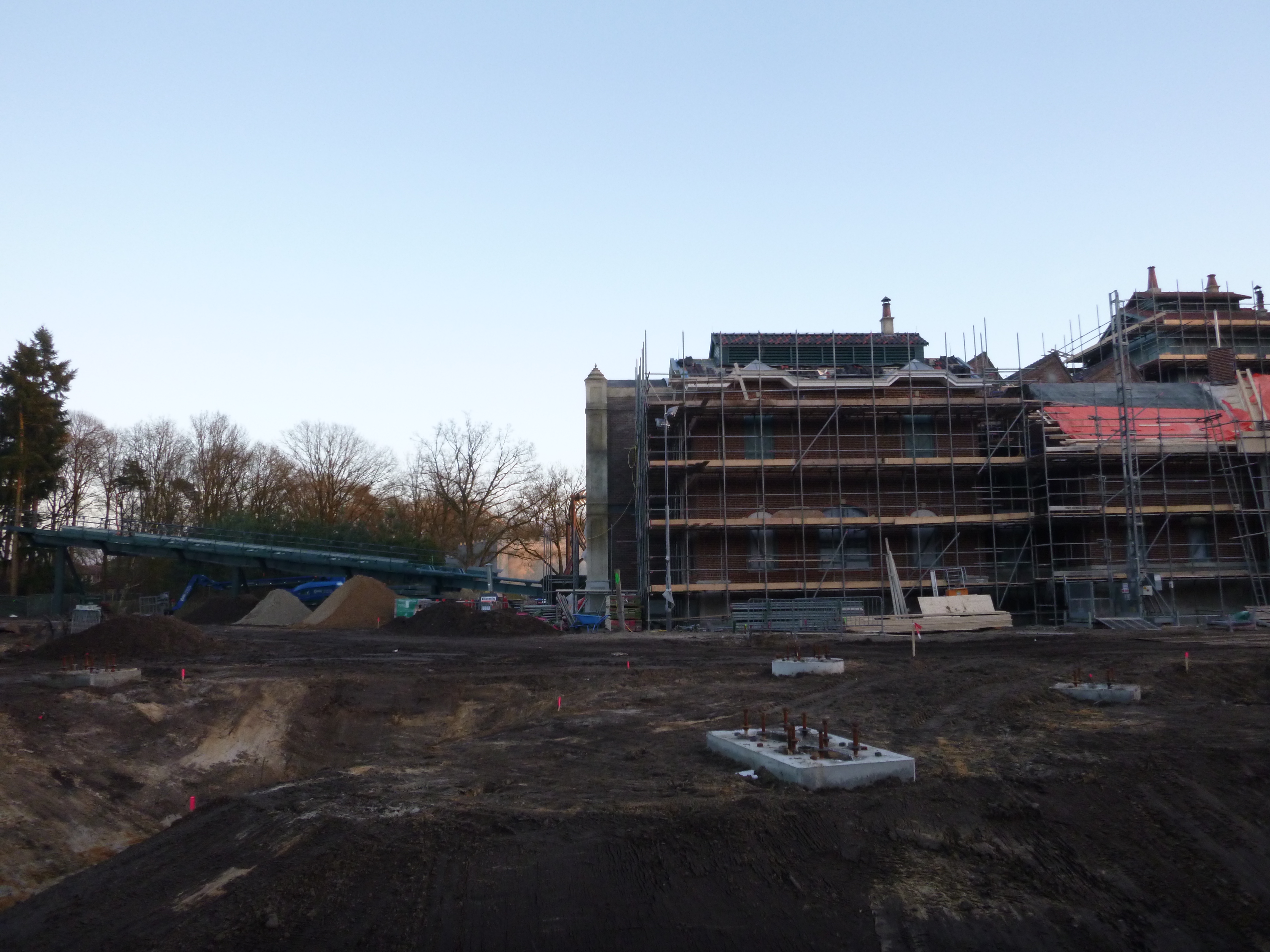
Februar 2015
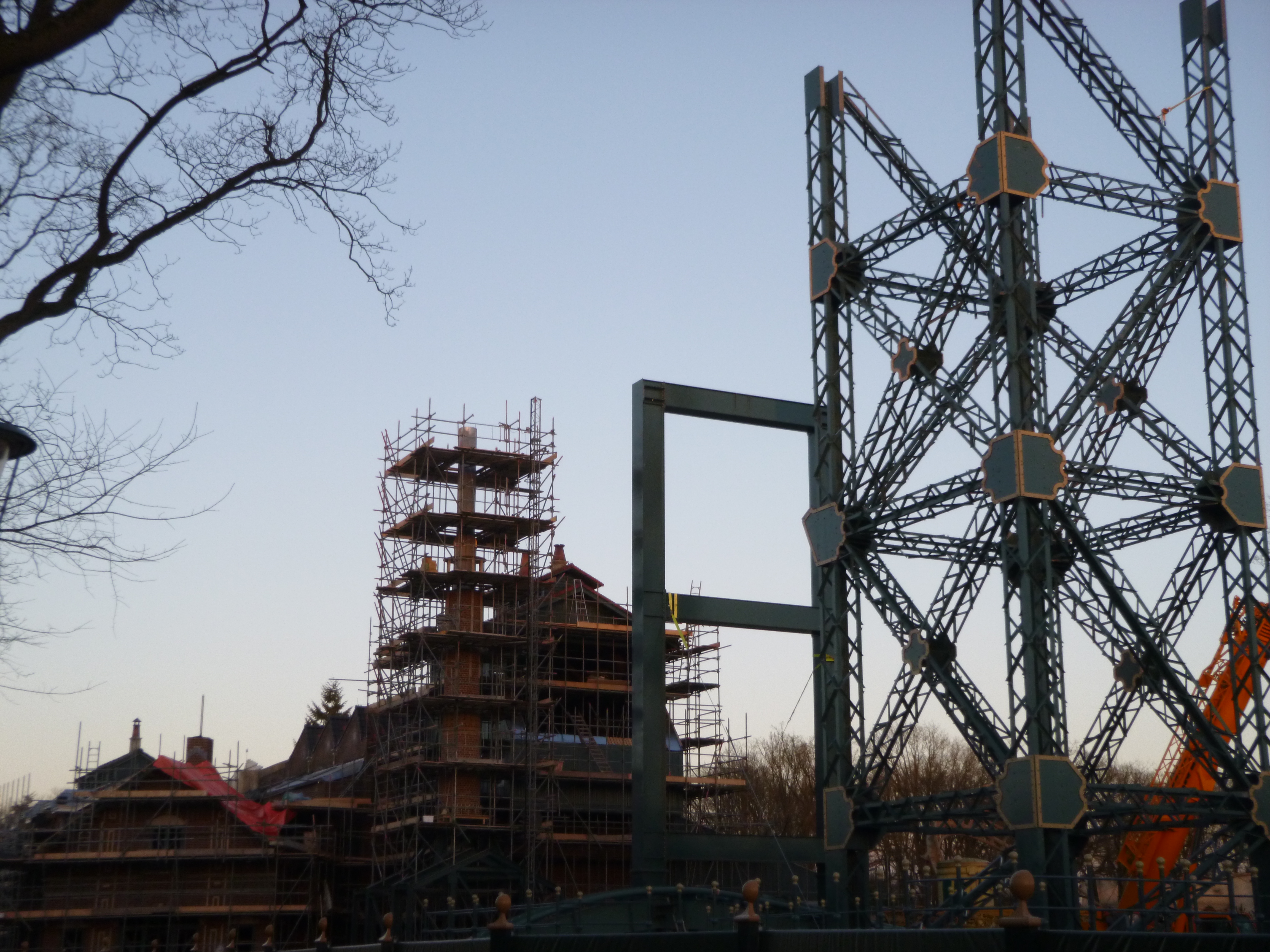
Februar 2015
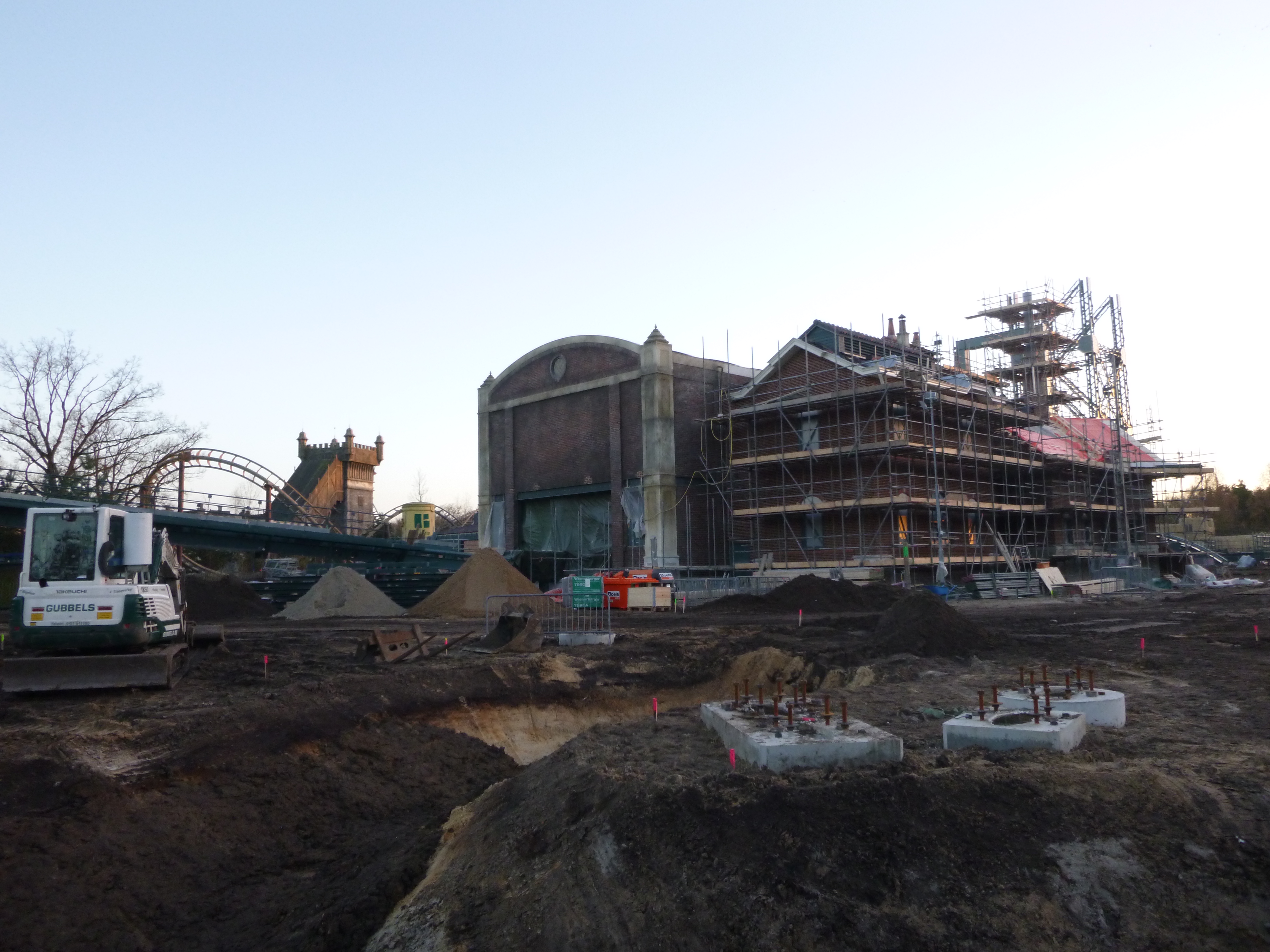
Februar 2015